# George Buchanan (diplomatico)
Sir George William Buchanan (Copenaghen, 1854 – 1924) è stato un diplomatico britannico, ambasciatore del Regno Unito in Russia dal 1910 al 1917. Era figlio dell'ambasciatore britannico Sir Andrew Buchanan.

## Biografia
Nel 1908 fu nominato rappresentante diplomatico a L'Aia, nei Paesi Bassi. Nel 1910 fu nominato ambasciatore britannico in Russia, ove si tenne al corrente degli sviluppo politici, incontrando anche i principali leader liberali e riformisti di quel paese, forse dietro suggerimento del partito liberale allora al governo a Londra. Buchanan era ambasciatore al tempo della rivoluzione russa del 1917. Avendo sviluppato un forte legame con lo zar Nicola II, tentò di convincerlo che la concessione di alcune riforme costituzionali avrebbe evitato la rivoluzione. Sfortunatamente il giudizio che Nicola aveva di lui fu rovinato dalle opinioni della zarina. Essendo venuto a conoscenza di una congiura che organizzava un colpo di Stato e prevedeva la sostituzione dello zar, Sir George richiese una formale udienza con lo stesso nei primi problematici giorni del 1917. Al suo ultimo incontro con Nicola, lo implorò con parole ben poco diplomatiche: «Posso addurre a mia giustificazione il fatto che io sia stato completamente ispirato dai miei sentimenti di devozione per Vostra Maestà e per l'Imperatrice. Se vedessi un amico camminare attraverso un bosco in una notte scura lungo un sentiero che so finire in un precipizio, non sarebbe mio dovere, signore, avvisarlo del pericolo? E non è ugualmente mio dovere avvisare la Vostra Maestà dell'abisso che si trova davanti a Voi? Voi, signore, siete giunto al bivio, e dovete ora scegliere tra due sentieri. L'uno Vi condurrà alla vittoria e a una pace gloriosa - l'altro alla rivoluzione e al disastro. Permettetemi di implorare la Vostra Maestà di scegliere il primo.»
Tristemente, sebbene fosse commosso dalla devozione dell'ambasciatore, lo zar seguì la malevola posizione della moglie di soverchiare il saggio consiglio che gli era stato dato. Dopo il collasso dell'autocrazia (si veda l'articolo Michele II di Russia), sviluppò stretti legami con il governo liberale provvisorio guidato da Aleksandr Kerenskij che venne formato dopo la rivoluzione di febbraio. Tuttavia, dopo gli eventi della rivoluzione d'ottobre e l'ascesa bolscevica al potere, fu ampiamente criticato per non essere riuscito ad assicurare che lo zar Nicola II e la sua famiglia venissero fatti scappare dalla Russia prima della loro esecuzione a Ekaterinburg nel 1918 ad opera dei bolscevichi. Non è mai stato appurato se ciò sia stato per colpa non sua, bensì di re Giorgio V il quale, per paura delle tendenze rivoluzionarie in Gran Bretagna, persuase il governo di David Lloyd George a revocare l'offerta di asilo che era stata fatta alla famiglia imperiale.
Sir George, deluso dal fatto che la giovane democrazia offerta dal governo provvisorio fosse stata soffocata dal colpo bolscevico di ottobre, finì la sua illustre carriera di ambasciatore in Italia nel 1919-21.
L'autobiografia di Sir George, My Mission to Russia and Other Diplomatic Memories, fu pubblicata nel 1923. Si ritiene che l'autore abbia comunque lasciato fuori qualcosa di ciò cui era a conoscenza sotto minaccia di perdere la propria pensione. Morì nel 1924.
La figlia Meriel Buchanan scrisse diversi libri percettivi sulla rivoluzione, che aveva vissuto in prima persona, e su figure chiave che aveva personalmente conosciuto. Meriel sposò il Maggiore Harold Knowling nel maggio 1925 e morì il 6 febbraio 1959.